# 北卡罗莱纳植物园
北卡罗莱纳植物园（North Carolina Botanical Garden）是位于北卡罗莱纳州教堂山市的植物园，隶属于北卡罗来纳大学教堂山分校。该植物园致力于研究、编撰、开发北卡罗莱纳当地植物。其入园免费，长期开放。